# Indiana Jones and the Temple of Doom
Indiana Jones and the Temple of Doom (Indiana Jones y el templo maldito en España, Indiana Jones y el templo de la perdición en Hispanoamérica) es una película estadounidense de aventuras dirigida por Steven Spielberg  y estrenada en 1984. Es la segunda entrega de la saga de Indiana Jones y una precuela del filme Raiders of the Lost Ark del año 1981. En esta ocasión, Indiana Jones llega accidentalmente al norte de India, donde los desesperados habitantes de un pequeño pueblo le piden ayuda para encontrar una piedra mágica que les han robado. El arqueólogo acepta y en el transcurso de su misión se topa con la secta de Los Estranguladores (Thugs), que practican la esclavitud infantil, la magia negra y rituales de sacrificio humano en honor a su diosa Kali.
El productor y coguionista de la película, George Lucas, decidió hacer una precuela de la primera entrega de Indiana Jones porque no deseaba que los nazis fueran otra vez los villanos de la función. Después de descartar tres líneas argumentales, Lucas escribió un tratamiento de la historia que sería la base del guion definitivo. El guionista Lawrence Kasdan, colaborador de Lucas en el libreto de Raiders of the Lost Ark, declinó una oferta para volver a escribir la película y en su lugar se contrató al matrimonio de guionistas Willard Huyck y Gloria Katz. El guion resultante se basaba parcialmente en la película Gunga Din (de 1939).
La película fue un éxito de recaudación, pero cosechó opiniones diversas de la crítica especializada, que resaltó su violencia, lo que contribuyó a la creación de una nueva clasificación por edades según el contenido de una película en Estados Unidos, la PG-13. Sin embargo, el paso del tiempo ha repercutido en una mejor valoración del filme, dotado de una gran intensidad e imaginación. Algunos de los miembros del equipo y el reparto de la película, entre ellos Spielberg, reconocieron tiempo después que esta es la aventura más violenta de Indiana Jones. El filme ha sido también objeto de cierta controversia por su retrato tan negativo de India y el hinduismo.

## Argumento
En 1935, Indy y el dueño del club Obi Wan, Lao Che, tienen asuntos que atender. Jones ha recuperado las cenizas del Nuhachi, el primer emperador de la dinastía manchú de China, y a cambio del valioso objeto Lao le entregará el «Ojo del Pavorreal», un enorme diamante. La noche anterior los hijos de Lao Che habían intentado robarle la reliquia a Jones, por lo cual este ya esperaba una traición. Sin embargo, Indiana bebe un veneno que había sido puesto en su copa y Lao intenta quedarse con el diamante y la reliquia a cambio del antídoto. En ese momento aparece Wu Han, un viejo amigo de Indy disfrazado de camarero que sostiene una pistola, pero durante un segundo de distracción uno de los hijos de Lao mata a Wu e Indy se ve obligado a escapar en medio de una trifulca que él mismo provoca al matar a uno de los hijos de Che.
Indy escapa lanzándose de la ventana del edificio con Willie como su prisionera, ya que ella guarda el antídoto en su escote; Indy y la chica aterrizan en un automóvil conducido por Wan Li, alias Short Round (Tapón, Taponcito Rapaz en Latinoamérica), un niño huérfano protegido por el Dr. Jones. En medio de una persecución por las calles de Shanghái, Indy bebe el antídoto y junto a Tapón y Willie logra llegar al aeropuerto, donde los tres abordan un avión que, para mala suerte de Indy, es propiedad de Lao Che.
Mientras sobrevuelan las montañas del norte de India, los pilotos, hombres de Lao, abandonan el avión en paracaídas dejando a los pasajeros a su merced. El arqueólogo obliga a todos a saltar del avión a bordo de una balsa inflable a modo de paracaídas poco antes de que la aeronave se estrelle. La balsa cae por cascadas, ríos y acantilados para finalmente navegar por un cauce de aguas tranquilas, donde un chamán lleva a Indy y sus acompañantes a Maypore, una aldea asolada por la sequía. El chamán explica a Indiana que su desgracia se debe a que en el Palacio de Pankot hay un nuevo marajá que es un adorador del mal, y que sus hombres robaron una piedra lingam de Shiva, una mística roca de río que mantenía fértil su tierra y una de las cinco rocas 'Shankara' entregadas por Shiva a este como ayuda para combatir el mal. También le cuenta que tiempo después los hombres del palacio llegaron y secuestraron a todos los niños de la aldea. El chamán afirma que sus rezos fueron escuchados por Shiva y que fue él quien hizo que Indiana cayera del cielo.
Ignorando las quejas de Willie, Indy los lleva a Pankot, donde son recibidos por Chattar Lal, primer ministro del marajá. Su visita coincide con la del capitán Phillip Blumburtt, un militar británico que se encuentra inspeccionando el palacio, por lo cual se organiza un banquete al que asiste el marajá en persona, Zalim Singh, quien tan solo es un adolescente. Durante la conversación, Indiana despierta sospechas sobre las actividades de la secta de Los Estranguladores Thugs, adoradores de la diosa Kali que habían desaparecido cien años atrás. Después de la cena, un matón trata de estrangular a Indiana en su propia habitación, por lo cual los tres deciden escapar. Encuentran un pasadizo secreto en el cuarto de Willie que conduce directamente al «Templo de la Perdición» o «Templo Maldito», donde la secta Thug, liderada por el sacerdote Mola Ram, realiza sacrificios humanos y donde se encuentran tres de las cinco piedras Shankara, objetos que le darán a su poseedor un gran poder. A la secta también pertenece el primer ministro, que tiene hechizado al joven marajá.
Indiana Jones roba las piedras, pero descubre que los Thug usan a los niños raptados como esclavos en una mina de diamantes. Indiana, Tapón y Willie son capturados y Mola Ram obliga a Indy a beber la sangre de Kali, una bebida con la cual lo hipnotizan para que sea parte de la secta y sacrifique a Willie. Sin embargo, Tapón logra escapar y libera a Indy del hechizo quemándole con una antorcha en el estómago. Los tres huyen del templo con la ayuda del marajá, ya liberado del hechizo, pero los Estranguladores Thug los persiguen en vagonetas por los túneles de la mina hasta un puente colgante. Rodeado, Indiana corta las cuerdas del puente con una espada y logra acabar con muchos de ellos, pero Mola Ram no cae y está a punto de matar a Indiana, quien se salva pronunciando mantras hindúes que provocan que las piedras que continuaban en su bolsa se vuelvan incandescentes y quemen la mano de Ram. El malvado sacerdote cae al río infestado de cocodrilos junto con casi todas las reliquias y muere; en ese momento el ejército británico comandado por Phillip Blumburtt llega para acabar con el resto de la secta. Indy retorna triunfal a la aldea con los niños y la piedra sagrada.

## Reparto y personajes

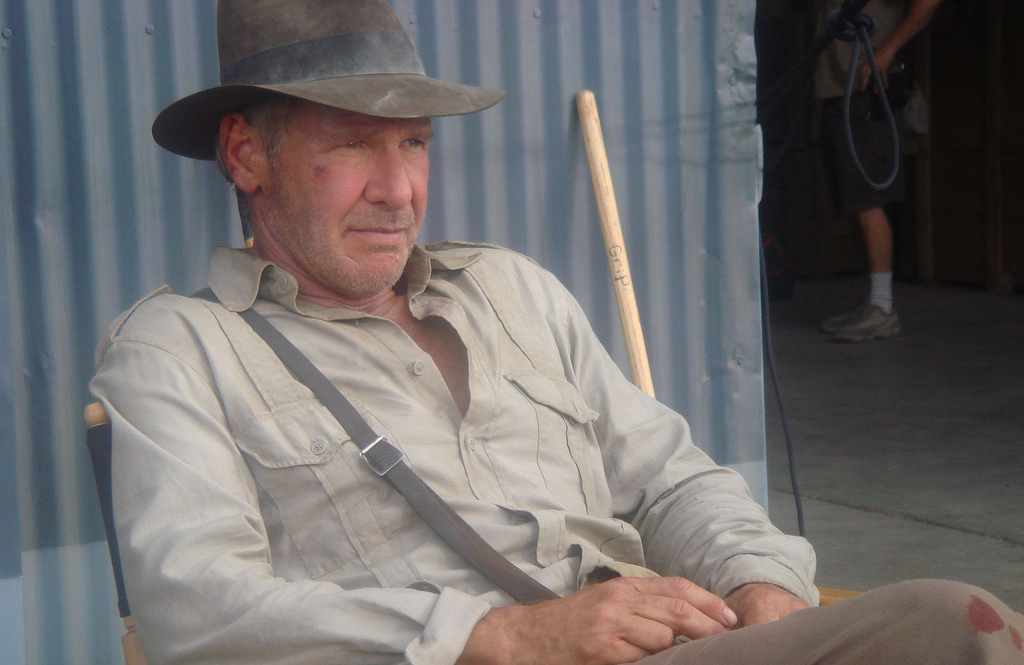
Harrison Ford caracterizado como Indiana Jones durante el rodaje de Indiana Jones y el reino de la calavera de cristal (2008).

- Harrison Ford como Indiana Jones. Un arqueólogo aventurero a quienes unos aldeanos piden ayuda para recuperar una piedra mágica. El actor realizó un estricto programa de entrenamiento físico dirigido por Jake Steinfeld para ganar el músculo necesario para el papel.[7]

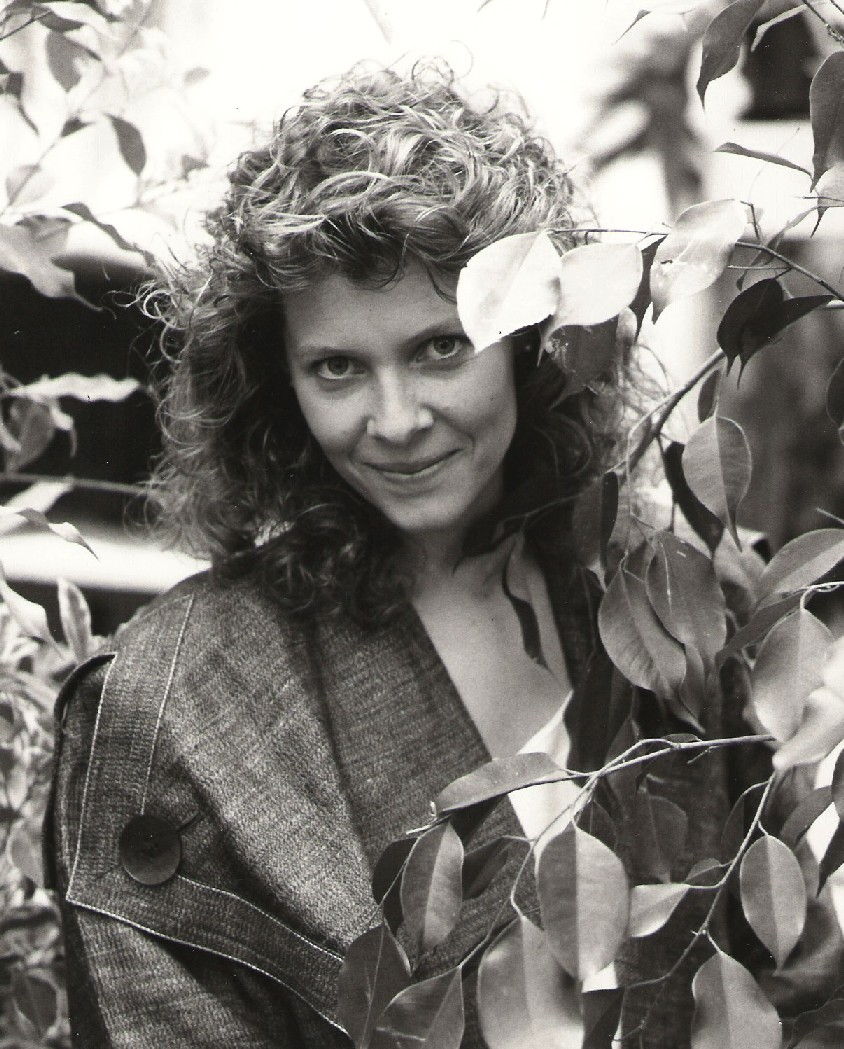
Kate Capshaw en 1984.

- Kate Capshaw como Wilhelmina «Willie» Scott. Una cantante estadounidense de un club nocturno de Shanghái. No está preparada para una aventura junto al arqueólogo y aparece como una damisela en apuros. Entabla una relación romántica con Indy. Para este papel se presentaron unas 120 actrices, entre ellas Sharon Stone.[3][8] Para preparar su actuación, Capshaw se inspiró en las películas The African Queen y Dos en el cielo. Spielberg quería que Willie fuera un contraste total con Marion Ravenwood, protagonista femenina de Raiders of the Lost Ark, por lo que Capshaw tiñó de rubio su pelo castaño, aunque el diseñador de vestuario Anthony Powell pretendía que fuera pelirroja.[9]

- Amrish Puri como Mola Ram. Un demoníaco sacerdote de Los Estranguladores que realiza rituales de sacrificios humanos. El personaje toma su nombre de un pintor indio del siglo XVII. George Lucas quiso que Mola Ram fuera terrorífico, por lo que los guionistas añadieron elementos de los sacrificios en las culturas azteca y hawaiana, así como elementos europeos de adoración demoníaca.[10] Para crear su tocado, el artista del maquillaje Tom Smith se inspiró en un cráneo de vaca y le añadió una cabeza humana reducida hecha de látex.[11]

- Jonathan Ke Quan como Tapón/Taponcito rapaz. El niño vietnamita de once años que acompaña a Indiana Jones, conductor del coche Auburn Boat Tail Speedster de 1936 en el que el arqueólogo escapa en la secuencia inicial. Quan fue elegido en un casting en Los Ángeles[9] al que se presentaron 6000 candidatos, entre ellos su hermano. A Spielberg le gustó su personalidad, y el joven actor improvisó con Harrison Ford la escena en la que lo acusa de hacer trampas en un juego de cartas.[8] En los créditos figura su nombre de nacimiento, Ke Huy Quan.

- Roshan Seth como Chattar Lal. Primer ministro del marajá de Pankot. Chattar, que también pertenece a Los Estranguladores, se muestra encantado con la llegada de Indy, Willie y Tapón, pero se ofende cuando el arqueólogo cuestiona la historia del palacio y con el dudoso pasado del aventurero.

- Philip Stone como el capitán Philip Blumburtt. Un oficial del Ejército Indio Británico. Blumburtt y sus fusileros ayudan al protagonista al final de la historia, combatiendo a Los Estranguladores.

- Roy Chiao como Lao Che. Un jefe criminal de Shanghái que contrata a Indy para supuestamente recuperar las cenizas de un antiguo emperador chino, aunque en realidad solo busca matarlo y quedarse con el enorme diamante que debe entregarle a Indy.

- David Yip como Wu Han. Amigo de Indy, es asesinado por uno de los hijos de Lao Che mientras se hace pasar por camarero del Club Obi Wan.

- Raj Singh como Zalim Singh. El marajá adolescente de Pankor, que aparece como un títere de la secta de Los Estranguladores. Al final, ayuda a Indiana Jones.

- D. R. Nanayakkara como el Chamán. El anciano chamán del pueblo que solicita la ayuda de Indy para recuperar la piedra lingam de Shiva.

- Pat Roach como el salvaje supervisor de Los Estranguladores en la mina que combate contra Indy.

El director Spielberg, los productores Lucas, Marshall y Kennedy y el actor Dan Aykroyd tienen breves cameos en la escena del aeropuerto de Shanghái.

### Doblaje
| Personaje                 | Actor original     | Actor de doblaje México (Doblaje original) | Actor de doblaje México (Redoblaje) | Actor de doblaje España  |
| ------------------------- | ------------------ | ------------------------------------------ | ----------------------------------- | ------------------------ |
| Indiana Jones             | Harrison Ford      | José Lavat                                 | José Lavat                          | Salvador Vidal           |
| Wilhelmina «Willie» Scott | Kate Capshaw       | Andrea Coto                                | Cony Madera                         | María Luisa Solá         |
| Tapón / Taponcito Rapaz   | Ke-Huy Quan        | Patricia Acevedo                           | Rodrigo Gutiérrez                   | José Luis Mediavilla     |
| Chattar Lal               | Rushan Seth        | Pedro D'Aguillon Jr.                       | Paco Mauri                          | Manolo García            |
| Mola Ram                  | Amrish Puri        | Miguel Ángel Ghigliazza                    | Humberto Vélez                      | Joaquín Díaz             |
| Capitán Phillip Blumburtt | Philip Stone       | Óscar Morelli                              | Arturo Mercado                      | Felipe Peña              |
| Zalim Singh               | Raj Singh          | Rocío Garcel                               | Manuel Díaz                         | Julia Gallego            |
| Chamán de la tribu        | D. R. Nanayakkara  | Esteban Siller                             | Carlos Águila                       | José María Angelat       |
| Lao Che                   | Roy Chiao          | Emilio Guerrero                            | Octavio Rojas                       | Pepe Mediavilla          |
| Wu Han                    | David Yip          | José Antonio Macías                        | ?                                   | Antonio Lara             |
| Earl Webber               | Dan Aykroyd        | Ricardo Hill                               | Germán Fabregat                     | Antonio Gómez de Vicente |
| Jefe de la Tribu          | Dharmadasa Kuruppu | ?                                          | Emilio Freixas                      | ?                        |
| Niño Encarcelado          | Arjun Pandher      | ?                                          | Gloria Roig                         | ?                        |

## Producción

### Desarrollo
Cuando George Lucas le propuso a Steven Spielberg por primera vez dirigir Raiders of the Lost Ark, el director recuerda que: «George me comentó que si dirigía la primera, tendría que hacer una trilogía. Tenía tres historias en mente. Pero después resultó que no tenía esas historias y tuvimos que inventarlas». Ambos cineastas atribuyen el tono de esta película, más oscuro que la primera aventura de Indiana Jones, a sus estados de ánimo tras las rupturas de sus respectivas relaciones (Lucas con su esposa y Spielberg con su novia). Además, Lucas sintió que «tenía que ser una película oscura, de la misma manera que El Imperio Contraataca era la oscura segunda entrega de la trilogía de Star Wars».
Lucas hizo del filme una precuela porque no quería que los nazis fueran otra vez los villanos. En principio, Spielberg pretendió recuperar el personaje de Marion Ravenwood e incluso introducir la figura de su padre, Abner Ravenwood. Lucas ideó una secuencia inicial de persecución en la que Indy pilotaba una motocicleta sobre la Gran Muralla China. Después, el arqueólogo descubría «un pastiche de mundo perdido con un valle oculto habitado por dinosaurios». Sin embargo, las autoridades chinas impidieron el rodaje en su territorio. Lucas sopesó otras historias en las que aparecía el Rey Mono y un castillo encantado en Escocia, pero a Spielberg le pareció que era demasiado similar a la película Poltergeist (1982). El castillo encantado escocés acabó transformado en el templo demoníaco de India.
Lucas finalmente concretó el argumento en torno a un culto religioso que practica la esclavitud infantil, magia negra y rituales de sacrificio humano. Se pidió a Lawrence Kasdan, guionista de Raiders of the Lost Ark, que escribiera el libreto de esta segunda entrega, pero rechazó: «No quise asociarme con Temple of Doom. Solo pensé que era horrible, muy mala. No hay nada agradable en ella. Creo que Temple of Doom representa un período caótico en las vidas de los dos [Lucas y Spielberg], y la película es muy fea y mezquina». Lucas tuvo que buscar otros guionistas y contrató a Willard Huyck y Gloria Katz, quienes conocían bien la cultura de la India. La película Gunga Din de 1939 les sirvió como inspiración.
Huyck y Katz estuvieron cuatro días en el Rancho Skywalker a comienzos de 1982 para discutir los pormenores del argumento con George Lucas y Steven Spielberg. La propuesta inicial de Lucas para el acompañante del arqueólogo era una joven y virginal princesa, pero la idea no gustó a nadie. Puesto que Indiana Jones había recibido su nombre del perro de raza Alaskan Malamute de Lucas, el personaje femenino de Willie fue nombrado así por la perra Cocker Spaniel de Spielberg y Short Round (Tapón/Taponcito rapaz) por el perro de Huyck, que a su vez se llamaba así en honor a un personaje de la película Casco de acero (1951). Lucas les entregó a Huyck y Katz en mayo de 1982 un tratamiento de la historia de 20 páginas titulado Indiana Jones and the Temple of Death para que escribieran el guion. Algunas escenas como la lucha inicial en el club de Shanghái, la huida en el avión o la persecución de vagonetas por la mina se recuperaron de las ideas originales para el guion de Raiders of the Lost Ark.
Lucas, Huyck y Katz habían estado desarrollando el guion de Radioland Murders (1994) desde principios de la década de 1970. El número musical inicial de Temple of Doom se tomó de ese guion. Spielberg comentó: «La idea de Lucas era comenzar la película con un número musical. Quería una actuación a lo Busby Berkeley. En todas las reuniones decía ‘Hey, Steven, siempre has querido rodar un musical’. Y yo pensaba, ‘Sí, podría ser divertido’». El primer borrador del guion se envió a principios de agosto de 1982 y el segundo en septiembre. El capitán Blumburtt, Chattar Lal y el joven marajá tenían en principio roles más importantes. Se eliminó un combate aéreo, así como la idea de que todos los que bebieran sangre de Kali se transformaran en unos zombis con habilidades sobrehumanas. Durante la preproducción, el título pasó de ser Temple of Death a Temple of Doom. Entre marzo y abril de 1983, Huyck y Katz realizaron escrituras simultáneas del guion definitivo.

### Rodaje

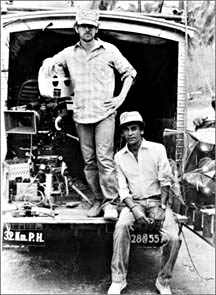
Steven Spielberg y Chandran Rutnam en Sri Lanka durante la filmación de Indiana Jones and the Temple of Doom.

A los cineastas les denegaron el permiso para rodar en el norte de India y en el Fuerte Amber porque el gobierno indio encontró el argumento de la película racista y ofensivo. Los indios reclamaron varios cambios en el guion, reescrituras y el privilegio del montaje definitivo. Por ello, el rodaje se trasladó a Kandy, en Sri Lanka. El palacio de Pankot, el poblado y el templo tuvieron que recrearse con maquetas, fondos pictóricos y decorados. El presupuesto ascendió hasta los 28,17 millones de dólares, 8 millones más que Raiders of the Lost Ark. La filmación comenzó el 18 de abril de 1983 en Kandy y se trasladó a los estudios Elstree, en Hertfordshire, Inglaterra, el 5 de mayo. El productor Frank Marshall recuerda: «Durante la filmación de la escena con los insectos, los miembros del equipo se iban a casa y se encontraban bichos en el pelo, la ropa y los zapatos». La filmación de Temple of Doom ocupó ocho de los nueve estudios de Elstree. Marcus Hearn, biógrafo de George Lucas, observó: «La hábil iluminación de Douglas Slocombe ayudó a disimular el hecho de que el 80% del rodaje se hizo dentro de un estudio».
Danny Daniels diseñó la coreografía del número musical de apertura, Anything Goes. Capshaw aprendió a cantar en mandarín y recibió clases de claqué. Sin embargo, su vestido era tan estrecho que no fue capaz de bailar adecuadamente. Hecho con abalorios originales de los años 1920 y 1930, el vestido era único. El número musical fue lo último en rodarse, pero la actriz ya había usado el vestido en escenas rodadas en Sri Lanka, donde se secó tendido de un árbol y un elefante estuvo a punto de devorarlo. Se salvó la mayor parte de la prenda, pero necesitó remiendos de urgencia por parte del diseñador de vestuario Anthony Powell. Por ello, Capshaw no tuvo más remedio que ponerse «un vestido devorado por un elefante».

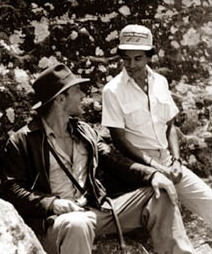
Harrison Ford con Chandran Rutnam en el set de Indiana Jones and the Temple of Doom, que se rodó en Kandy, Sri Lanka, en 1983.

El diseñador de producción Norman Reynolds, que ya trabajó en Raiders of the Lost Ark, no pudo participar en Temple of Doom porque estaba comprometido con El retorno del Jedi. En su lugar se contrató a su mentor, Elliot Scott (Labyrinth, ¿Quién engañó a Roger Rabbit?). Para construir el puente de cuerdas en Sri Lanka, los cineastas solicitaron la ayuda de un grupo de ingenieros británicos que trabajaban en la construcción de una presa cercana. Harrison Ford sufrió una grave hernia discal mientras montaba en elefante y por ello se instaló en el estudio una cama de hospital en la que se tumbaba entre escenas. Lucas dijo sobre Ford: «Apenas podía mantenerse en pie, a pesar de lo cual estaba allí todos los días para que el rodaje no se detuviera. Sufría grandes dolores, pero intentaba que todo saliera adelante». Finalmente, Lucas se vio obligado a detener la producción para que Ford fuera trasladado en avión a un hospital el 21 de junio y allí se recuperara. El doble del actor, Vic Armstrong, lo sustituyó durante cinco semanas en escenas en las que no se le veía el rostro y Wendy Leach, esposa de Armstrong, hizo de doble de acción de Capshaw.
El director de fotografía, Douglas Slocombe, cayó enfermo y no pudo trabajar entre el 24 de junio y el 7 de julio. Ford regresó el 8 de agosto. A pesar de todos estos contratiempos, Spielberg consiguió terminar Temple of Doom en la fecha prevista, el 26 de agosto, y sin salirse de presupuesto. Hubo que rodar después algunas tomas adicionales en el cañón del río Snake en Idaho, en la montaña Mammoth, en el río Tuolumne y en el río de los Americanos, ambos en California, en el Parque nacional de Yosemite, en el Valle de San Joaquín, en el aeródromo Hamilton y en Arizona. El productor y director Frank Marshall dirigió una segunda unidad en Florida en enero de 1984, donde filmó caimanes que simulaban los cocodrilos que devoran a Mola Ram. La frenética persecución por la mina se creó combinando una montaña rusa y maquetas con muñecos parecidos a los actores. También se emplearon en la secuencia algunas animaciones en stop motion. Los supervisores de efectos visuales Dennis Muren y Joe Johnston y el equipo de Industrial Light & Magic se encargaron de los efectos especiales, mientras que la compañía Skywalker Sound encabezada por Ben Burtt elaboró los efectos de sonido. Burtt grabó los gritos de Willie Scott y de la gente que se montó en la montaña rusa de Disneyland en Anaheim para usarlos en la escena de las vagonetas de la mina.

### Montaje
Steven Spielberg recuerda que «Después de enseñar la película a George [Lucas], de una hora y 55 minutos de duración, ambos nos miramos. Lo primero que dijimos fue 'Demasiado rápido'. Necesitábamos desacelerar la acción. Filmé algunos planos de fondos pictóricos para hacerla más lenta, así pusimos algo de oxígeno para la audiencia en las dos horas que dura la película».

## Estreno
Indiana Jones and the Temple of Doom se estrenó en los cines en los Estados Unidos el 23 de mayo de 1984 y acumuló una recaudación récord de 45,7 millones de dólares en su primera semana en las salas. La recaudación total del filme fue de 333,11 millones de dólares en todo el mundo, 180 de ellos en Norteamérica y 153,11 en el resto del mundo. Temple of Doom tuvo el mejor primer fin de semana de 1984 y fue la tercera película más taquillera del año, solo por detrás de Beverly Hills Cop y Los cazafantasmas. También llegó a ser la décima película más taquillera de la historia en el momento de su estreno.
Marvel Comics publicó una historieta basada en la película, escrita por David Michelinie e ilustrada por los artistas Jackson Guice, Ian Akin, Brian Garvey y Bob Camp. Apareció como un número 30 de Marvel Super Special y tuvo tres ediciones de serie limitada. LucasArts y Atari Games promocionaron la película con el lanzamiento de un juego arcade. La compañía juguetera Hasbro puso a la venta en septiembre de 2008 una línea de juguetes basados en la película.
| País                                                                          | Fecha de estreno                   |
| ----------------------------------------------------------------------------- | ---------------------------------- |
| Alemania                                                                      | Jueves 2 de agosto de 1984         |
| Argentina                                                                     | Jueves 5 de julio de 1984          |
| Australia                                                                     | Jueves 19 de julio de 1984         |
| Austria                                                                       | Viernes 3 de agosto de 1984        |
| Bélgica                                                                       | Miércoles 12 de septiembre de 1984 |
| Belice · Costa Rica · El Salvador · Guatemala · Honduras · Nicaragua · Panamá | Miércoles 1 de agosto de 1984      |
| Brasil                                                                        | Jueves 5 de julio de 1984          |
| Chile                                                                         | Viernes 6 de julio de 1984         |
| Colombia                                                                      | Jueves 19 de julio de 1984         |
| Dinamarca                                                                     | Viernes 20 de julio de 1984        |
| Ecuador                                                                       | Miércoles 18 de julio de 1984      |
| Egipto                                                                        | Lunes 18 de febrero de 1985        |
| España                                                                        | Viernes 5 de octubre de 1984       |
| Estados Unidos · Canadá                                                       | Miércoles 23 de mayo de 1984       |
| Filipinas                                                                     | Miércoles 29 de agosto de 1984     |
| Finlandia                                                                     | Viernes 17 de agosto de 1984       |
| Francia                                                                       | Miércoles 12 de septiembre de 1984 |

| País                 | Fecha de estreno                   |
| -------------------- | ---------------------------------- |
| Grecia               | Miércoles 19 de septiembre de 1984 |
| Hong Kong            | Jueves 28 de junio de 1984         |
| Israel               | Viernes 29 de junio de 1984        |
| Italia               | Jueves 27 de septiembre de 1984    |
| Japón                | Sábado 7 de julio de 1984          |
| Líbano               | Lunes 15 de octubre de 1984        |
| Malasia              | Jueves 14 de junio de 1984         |
| México               | Jueves 5 de julio de 1984          |
| Noruega              | Jueves 16 de agosto de 1984        |
| Nueva Zelanda        | Viernes 3 de agosto de 1984        |
| Países Bajos         | Jueves 12 de julio de 1984         |
| Perú                 | Jueves 12 de julio de 1984         |
| Portugal             | Viernes 31 de agosto de 1984       |
| Reino Unido Irlanda  | Viernes 15 de junio de 1984        |
| República Dominicana | Jueves 19 de julio de 1984         |
| Singapur             | Sábado 16 de junio de 1984         |
| Sudáfrica            | Viernes 29 de junio de 1984        |
| Suecia               | Viernes 13 de julio de 1984        |
| Suiza                | Miércoles 19 de septiembre de 1984 |
| Tailandia            | Sábado 11 de agosto de 1984        |
| Taiwán               | Sábado 14 de julio de 1984         |
| Uruguay              | Jueves 5 de julio de 1984          |
| Venezuela            | Miércoles 4 de julio de 1984       |

| País                                                                          | Fecha de estreno                   |
| ----------------------------------------------------------------------------- | ---------------------------------- |
| Alemania                                                                      | Jueves 2 de agosto de 1984         |
| Argentina                                                                     | Jueves 5 de julio de 1984          |
| Australia                                                                     | Jueves 19 de julio de 1984         |
| Austria                                                                       | Viernes 3 de agosto de 1984        |
| Bélgica                                                                       | Miércoles 12 de septiembre de 1984 |
| Belice · Costa Rica · El Salvador · Guatemala · Honduras · Nicaragua · Panamá | Miércoles 1 de agosto de 1984      |
| Brasil                                                                        | Jueves 5 de julio de 1984          |
| Chile                                                                         | Viernes 6 de julio de 1984         |
| Colombia                                                                      | Jueves 19 de julio de 1984         |
| Dinamarca                                                                     | Viernes 20 de julio de 1984        |
| Ecuador                                                                       | Miércoles 18 de julio de 1984      |
| Egipto                                                                        | Lunes 18 de febrero de 1985        |
| España                                                                        | Viernes 5 de octubre de 1984       |
| Estados Unidos · Canadá                                                       | Miércoles 23 de mayo de 1984       |
| Filipinas                                                                     | Miércoles 29 de agosto de 1984     |
| Finlandia                                                                     | Viernes 17 de agosto de 1984       |
| Francia                                                                       | Miércoles 12 de septiembre de 1984 |

| País                 | Fecha de estreno                   |
| -------------------- | ---------------------------------- |
| Grecia               | Miércoles 19 de septiembre de 1984 |
| Hong Kong            | Jueves 28 de junio de 1984         |
| Israel               | Viernes 29 de junio de 1984        |
| Italia               | Jueves 27 de septiembre de 1984    |
| Japón                | Sábado 7 de julio de 1984          |
| Líbano               | Lunes 15 de octubre de 1984        |
| Malasia              | Jueves 14 de junio de 1984         |
| México               | Jueves 5 de julio de 1984          |
| Noruega              | Jueves 16 de agosto de 1984        |
| Nueva Zelanda        | Viernes 3 de agosto de 1984        |
| Países Bajos         | Jueves 12 de julio de 1984         |
| Perú                 | Jueves 12 de julio de 1984         |
| Portugal             | Viernes 31 de agosto de 1984       |
| Reino Unido Irlanda  | Viernes 15 de junio de 1984        |
| República Dominicana | Jueves 19 de julio de 1984         |
| Singapur             | Sábado 16 de junio de 1984         |
| Sudáfrica            | Viernes 29 de junio de 1984        |
| Suecia               | Viernes 13 de julio de 1984        |
| Suiza                | Miércoles 19 de septiembre de 1984 |
| Tailandia            | Sábado 11 de agosto de 1984        |
| Taiwán               | Sábado 14 de julio de 1984         |
| Uruguay              | Jueves 5 de julio de 1984          |
| Venezuela            | Miércoles 4 de julio de 1984       |

### Recepción crítica
La película recibió críticas dispares en su estreno, pero con el paso de los años la opinión sobre la segunda entrega de las aventuras de Indiana Jones ha adquirido un cariz más positivo. El canal de televisión American Movie Classics considera Temple of Doom una de las mejores películas de 1984. Teniendo en cuenta 60 opiniones de críticos de cine recogidas por la web Rotten Tomatoes, el 84% son positivas y la nota media que le otorgan es de un 7,2 sobre 10. Al prestigioso crítico Roger Ebert le encantó la película, pues le otorgó cuatro estrellas de cuatro posibles y la definió como «la película de aventura romántica más alegre, emocionante, extraña y disparatada desde Raiders of the Lost Ark, y es un elogio decir que no es tanto una secuela como un igual. Es toda una experiencia». A Vincent Canby le pareció «falta de forma para ser tan divertida como Raiders. Antaño, el cine serial de quince capítulos no tenía forma, tan solo avanzaba sin cesar, que es lo que Temple of Doom hace con humor e inventiva técnica». Neal Gabler comentó: «Creo que en algunos aspectos, Temple of Doom era mejor que Raiders. En otros era peor. En suma, debería decir que la disfruté más. Esto no significa necesariamente que sea mejor, pero disfruté más viéndola». Colin Covert, del Star Tribune, escribió que el filme era «más tonto, oscuro y violento, pero sin duda muy divertido». Pauline Kael, de The New Yorker, la calificó «una de las comedias más absolutamente disfrutables jamás hechas». El libro Halliwell's Film Guide describió Temple of Doom como «una aventura juguetona con mucha ingenuidad y mucha más brutalidad y terror».
Otros críticos no se mostraron tan complacidos. Dave Kehr le dedicó una larga crítica negativa: «La película no revela ningún impulso humano más alto que el de un niño de diez años tratando de dar asco a su niñera agitando un gusano muerto delante de su cara». Ralph Novak, de People, se quejó de que «los anuncios que dicen ‘esta película puede ser demasiado intensa para sus hijos’ mienten. Ningún padre debería permitir que sus hijos vean esta película traumatizadora, podría ser una forma cinematográfica de maltrato infantil. Incluso Harrison Ford se ve obligado a abofetear a Quan y a abusar de Capshaw. No hay héroes en la película, solo dos villanos; sus nombres son Steven Spielberg y George Lucas». The Guardian la resumió como «dos horas de persecuciones unidas con poco cuidado». Leonard Maltin le concedió al filme de Spielberg solo dos estrellas de cuatro y dijo que «nunca nos da la ocasión de respirar» y reprendió sus gags «de brocha gorda».
La actriz Kate Capshaw definió su personaje como «simplemente una rubia tonta que grita». Steven Spielberg dijo en 1989: «No estoy en absoluto contento con Temple of Doom. Era demasiado oscura, demasiado subterránea y mucho más terrorífica. No hay ni un ápice de mis sentimientos en Temple of Doom». Tiempo después añadió, en un documental que narraba cómo se hizo la película, que «Temple of Doom es la que menos me gusta de la trilogía. Miro hacia atrás y me digo ‘bien, lo mejor que saqué fue conocer a Kate Capshaw’. Nos casamos años después y eso para mí fue la razón por la que estaba destinado a hacer Temple of Doom».
El retrato en la película de los hindúes causó controversia en India y provocó que los censores prohibieran su exhibición durante un tiempo. La inexacta representación de la diosa Kali como señora del inframundo y el mal recibió muchas críticas. Asimismo, la imagen tan repelente que se da en el filme de la gastronomía de la India también fue condenada porque la realidad es que no tiene relación alguna con comer «crías de serpiente, sopa de globos oculares, escarabajos o cerebros de mono». El político indio Shashi Tharoor ha condenado la película y señalado numerosas representaciones ofensivas y totalmente alejadas de la realidad. La escritora estadounidense de religión hindú Yvette Rosser ha criticado la película por contribuir a los estereotipos racistas en Occidente sobre los indios, escribiendo: «Parece que se ha tomado como representación válida de India, puesto que muchos estudiantes encuestados comentan que sus profesores hablaban de la costumbre de comer cerebros de monos en India».
En el año 2014 la revista Time Out encuestó a varios críticos de cine, directores, actores y especialistas para que hicieran una lista de sus películas de acción favoritas. Indiana Jones and the Temple of Doom apareció en el lugar 71 de este listado.

### Premios
Dennis Muren y el departamento de efectos visuales de Industrial Light & Magic ganaron el premio Óscar a los mejores efectos visuales en la gala de la Academia de Hollywood de 1984 por su trabajo en Temple of Doom. La música del filme, compuesta por John Williams, fue nominada a mejor banda sonora en los Óscar, al igual que lo había sido su partitura para Raiders of the Lost Ark. El equipo de efectos especiales ganó también el premio BAFTA a esta categoría. El director de fotografía Douglas Slocombe, el montador Michael Kahn y los encargados de los efectos de sonido de Skywalker Sound encabezados por Ben Burtt también fueron nominados a los premios BAFTA del cine británico. Steven Spielberg, los guionistas del filme, Harrison Ford, Jonathan Ke Quan, Anthony Powell y el diseñador de maquillaje Tom Smith fueron nominados por su trabajo a los Premios Saturn de cine de fantasía y terror. En estos mismos premios, Temple of Doom fue nominada a mejor película de fantasía, pero perdió ante Los cazafantasmas.